# Linognathus limnotragi
Linognathus limnotragi är en insektsart som beskrevs av Carlos Emmons Cummings 1913. Linognathus limnotragi ingår i släktet Linognathus och familjen nötlöss. Inga underarter finns listade i Catalogue of Life.